# Cylindropuntia abyssi
Cylindropuntia abyssi es una especie de planta suculenta perteneciente al género Cylindropuntia, dentro de la familia Cactaceae. Es endémica del estado de Arizona (Estados Unidos). 

## Descripción
Cylindropuntia abyssi es una especie de cactus que crece como un arbusto, tiene las ramas abiertas y alcanza alturas de hasta 1 m. Los tallos son erectos, articulados y están formados por segmentos que se desprenden con facilidad. Cada uno de ellos mide de 8 a 14 cm de largo y de 1,8 a 2,5 cm de diámetro. Su forma va de cilíndrica a algo alargada y presentan tubérculos anchos.
Sobre los tallos se asientan areolas elípticas de color blanco a gris, las cuales poseen gloquidios de color amarillo claro de hasta 1,5 mm de largo y que están dispuestos en pequeños grupos discretos. También tienen de 10 a 15 espinas cubiertas por una vaina epidérmica de color blanco plateado que parece de papel. Se disponen en mechones con forma de cepillo, son flexibles y aunque inicialmente son de color blanco a canela amarillento, con el tiempo se vuelven grises con la edad. 
De entre ellas, las espinas superiores que en sección transversal son redondas o aplanadas, son verticales, extendidas y miden entre 1,8 y 3,2 cm de largo. Las espinas inferiores van de erectas a descendentes, están curvadas hacia atrás, son aplanadas (a veces retorcidas) y miden de 2,3 a 3,8 cm de largo.

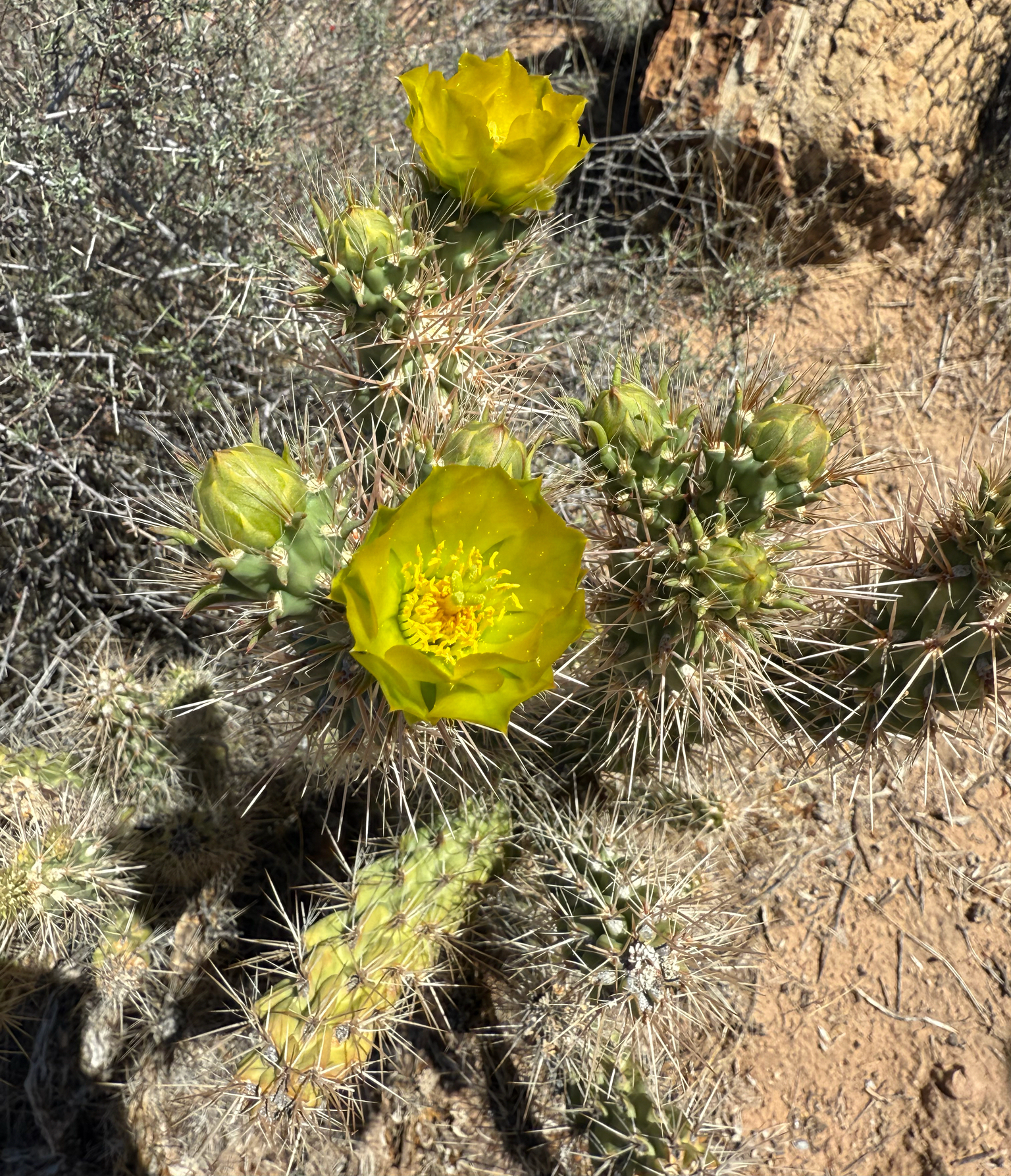
Detalle de las flores

Las flores son de color amarillo claro a amarillo verdoso, alcanzan longitudes de 1,5 a 2 cm. Los frutos son de color verde, secos (no carnosos) y se tornan de color amarillo turbio cuando se secan. Miden de entre 1,4 a 1,7 cm de largo, tienen un diámetro de 1,5 a 1,8 cm y llevan hasta 2 espinas cortas.

## Distribución y hábitat
El área de distribución nativa de esta especie es el estado de Arizona (Estados Unidos) y crece principalmente en biomas desérticos o de matorrales secos, a elevaciones de 500 a 950 metros sobre el nivel del mar.

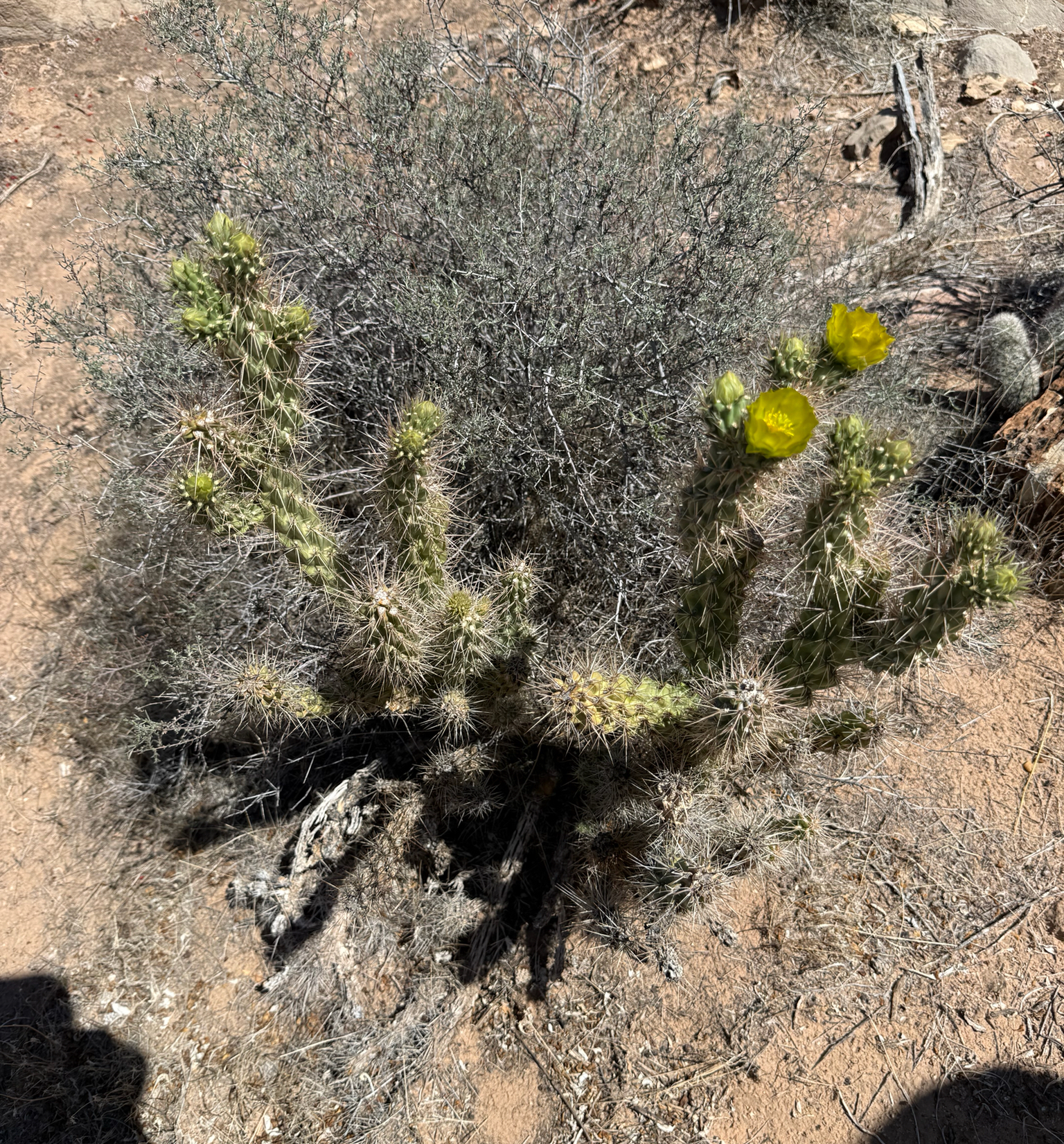
En su hábitat

Se desarrolla en aluviones calizos y suelos limosos en laderas orientadas al oeste y sureste. También se encuentra en lavaderos rocosos en la base del cañón y se ha registrado en laderas orientadas al este sobre rocas volcánicas y granito. Se asocia a otras especies de plantas como Homalocephala polycephala, Cylindropuntia bigelovii, Cylindropuntia acanthocarpa, Fouquieria splendens y Encelia farinosa.

## Taxonomía
La primera descripción de esta especie fue como Opuntia abyssi, publicada en 1943 por el botánico estadounidense John Pinckney Hester en la revista científica Cactus and Succulent Journal 15: 193.
Posteriormente, el botánico alemán Curt Backeberg colocó la especie en el género Cylindropuntia, pasando a llamarse Cylindropuntia abyssi y anotando estos cambios en el libro Die Cactaceae. Handbuch der Kakteenkunde.1: 184 en el año 1958.
Etimología
- Cylindropuntia: nombre genérico formado por dos palabras: el sustantivo griego kýlindros (que significa 'cilindro') y el género Opuntia, (con el que el género tiene similitudes), haciendo referencia a la forma cilíndrica de los tallos de las plantas.
- abyssi: epíteto específico latino que significa 'abismo' y hace referencia a la presencia de la especie en un cañón cerca del Gran Cañón.[5]

## Estado de conservación
En la Lista Roja de Especies Amenazadas de la UICN, la especie está clasificada como de “Preocupación Menor (LC)” y no se conocen amenazas importantes para la conservación de esta especie, ya que toda la zona donde se encuentra está protegida y es en gran parte inaccesible.

## Usos
Se cultiva principalmente como planta ornamental y su propagación se realiza a través de esquejes o semillas.